# ۱۲۲۶ (قمری)
۱۲۲۶ (قمری)، هزار و دویست و بیست و ششمین سال در گاهشماری هجری قمری است. اول محرم این سال برابر با بیست و ششم ژانویه سال ۱۸۱۱ میلادی است.

## زادگان
- سید محمدباقر خوانساری

## درگذشتگان
- میرزا مرتضی شیخ‌الاسلام : شیخ الاسلام اصفهان